# Corydalis ludlowii
Corydalis ludlowii là một loài thực vật có hoa trong họ Anh túc. Loài này được Stearn mô tả khoa học đầu tiên năm 1975.